# Chotiná
Chotiná je vesnice, část obce Hromnice v jihovýchodní části okresu Plzeň-sever v Plzeňském kraji. Leží osm kilometrů severovýchodně od Třemošné. Katastrální území Chotiná zaujímá plochu 348,67 ha.
Ve vsi je hospoda a malý obchod se smíšeným zbožím. Autobusové linky jezdí do Horní Břízy a Plzně, obě jen v pracovní dny.

## Historie
První písemná zmínka o vesnici pochází z roku 1484.

## Přírodní poměry
Vsí protéká říčka Třemošná, do které se zleva vlévá potok Bělidlo. Chotiná sousedí s Jarovem na severu, s Kaceřovem na severovýchodě a s Žichlicemi na jihozápadě.

## Obyvatelstvo
| Rok            | 1869 | 1880 | 1890 | 1900 | 1910 | 1921 | 1930 | 1950 | 1961 | 1970 | 1980 | 1991 | 2001 | 2011 | 2021 |
| -------------- | ---- | ---- | ---- | ---- | ---- | ---- | ---- | ---- | ---- | ---- | ---- | ---- | ---- | ---- | ---- |
| Počet obyvatel | 285  | 287  | 281  | 288  | 328  | 317  | 291  | 225  | 217  | 191  | 136  | 109  | 95   | 104  | 134  |
| Počet domů     | 38   | 45   | 45   | 43   | 42   | 45   | 56   | 55   | 55   | 53   | 46   | 54   | 60   | 40   | 64   |

## Obecní správa
Při sčítání lidu v letech 1869–1950 Chotiná byla samostatnou obcí, se kterým patřila nejprve do okresu Plzeň, ale v letech 1950 v okrese Plzeň-okolí. Od roku 1960 je částí obce Hromnice v okrese Plzeň-sever.

## Pamětihodnosti
- Mohylník severozápadně od Nynic

## Galerie

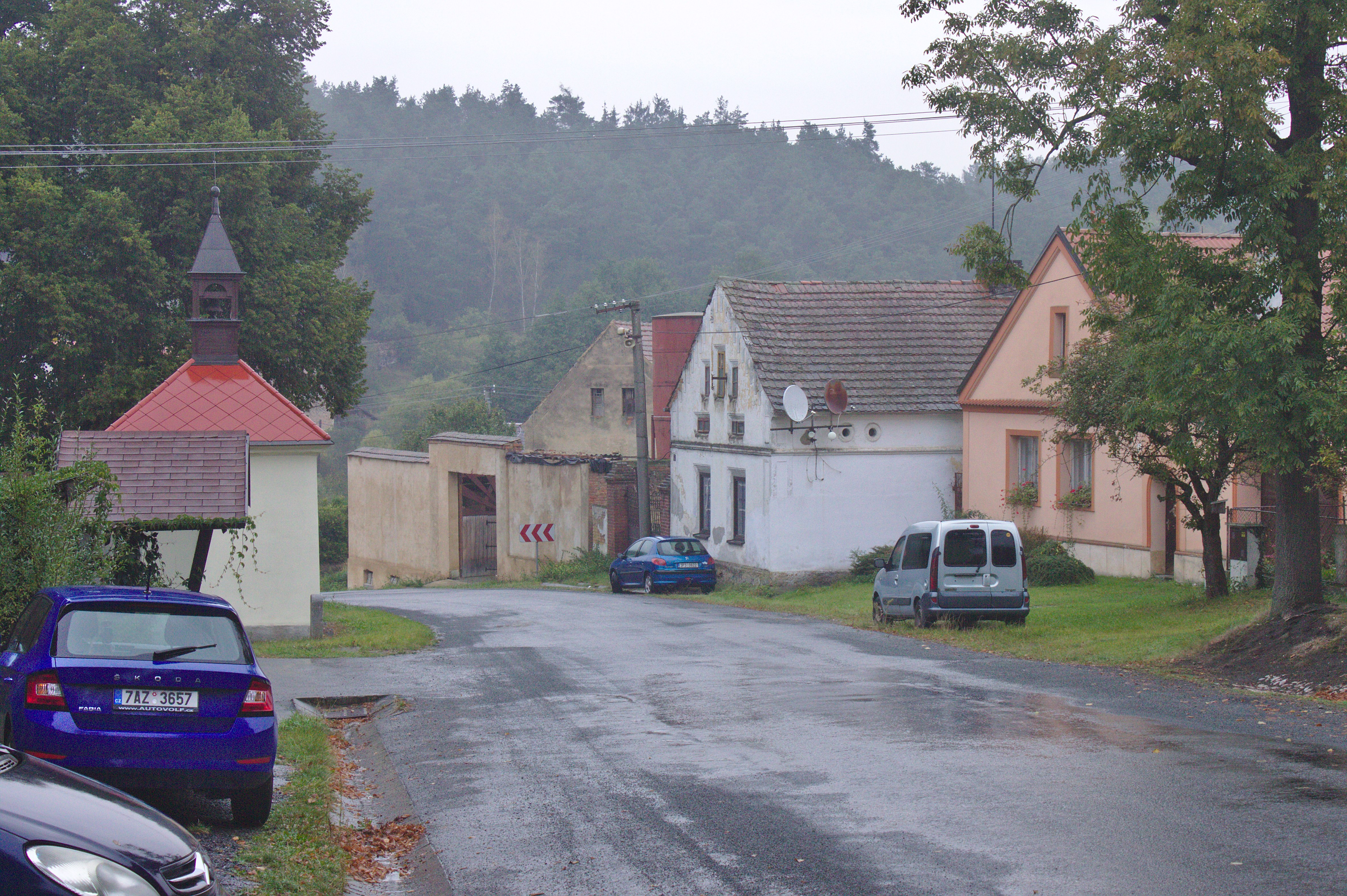
Náves
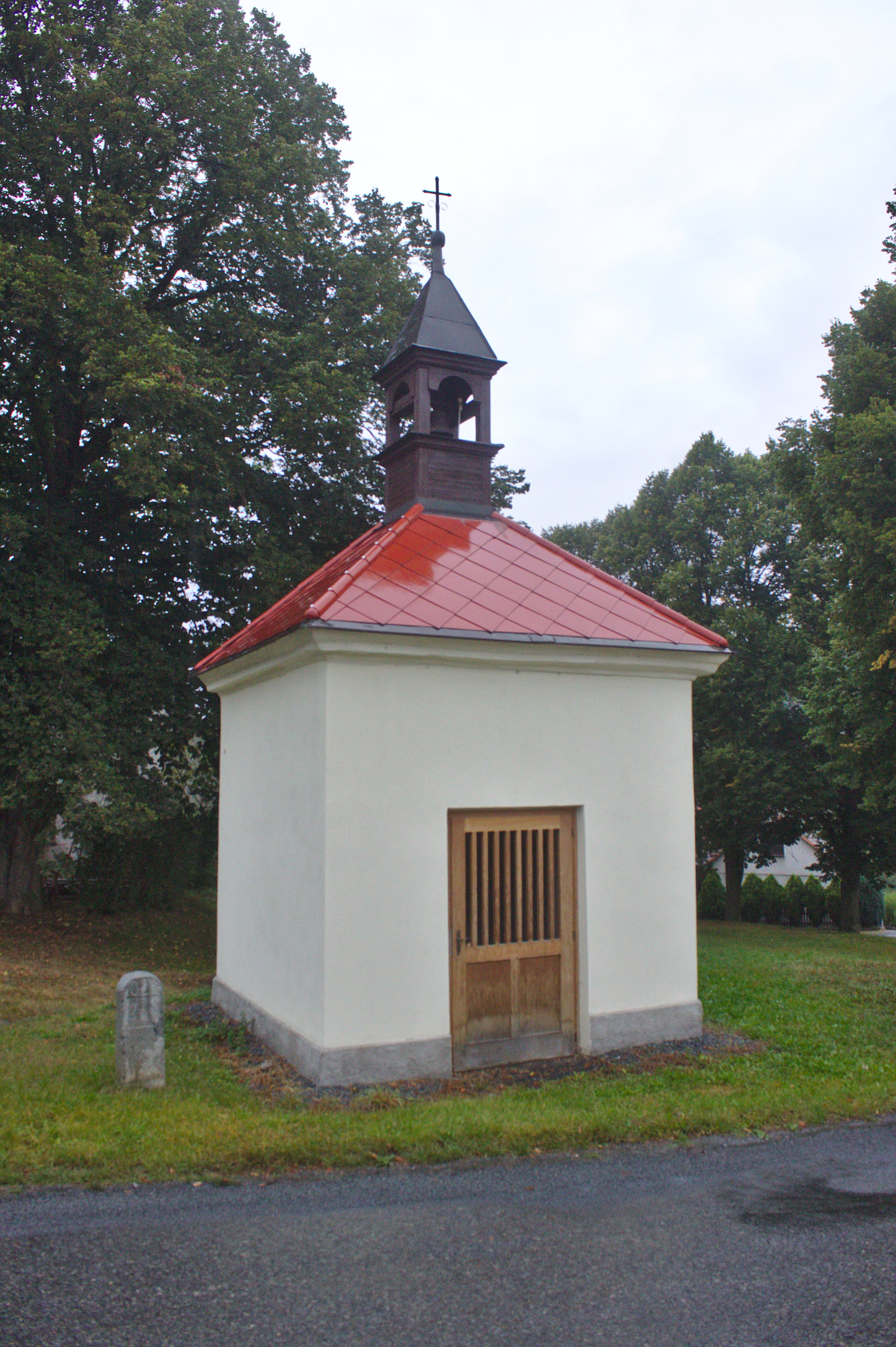
Kaple
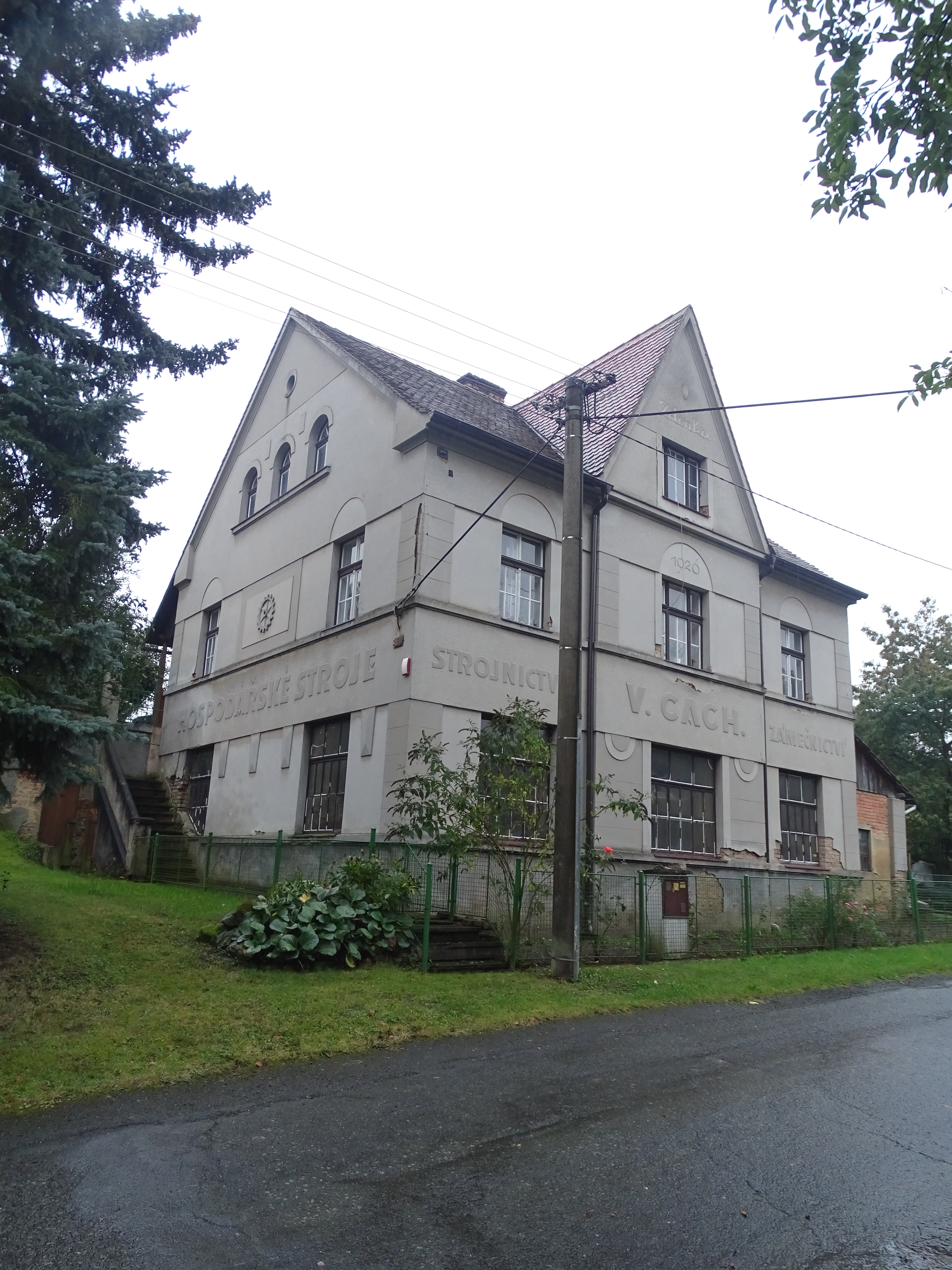
Chotiná čp. 54
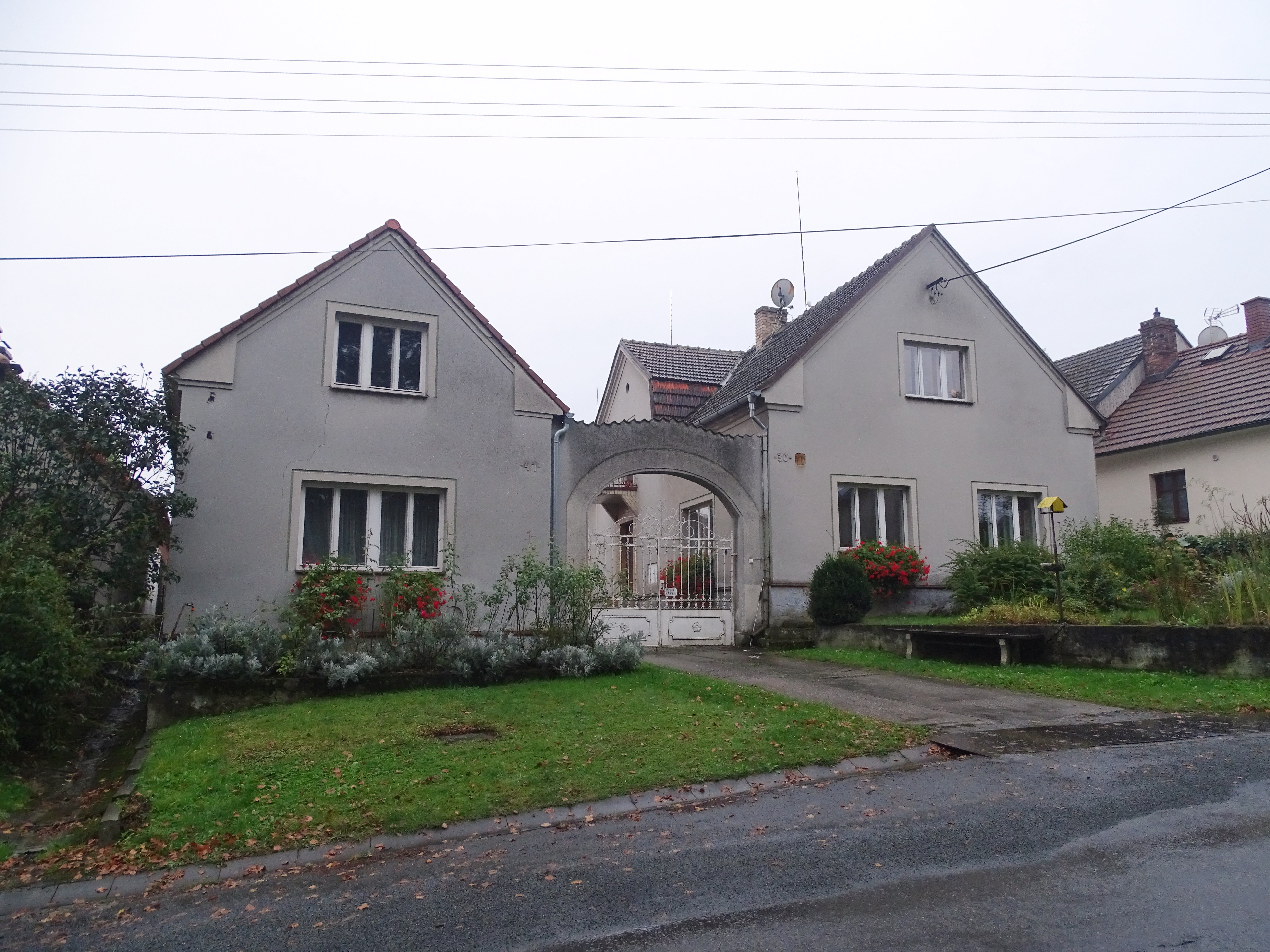
Chotiná čp. 41 a 30
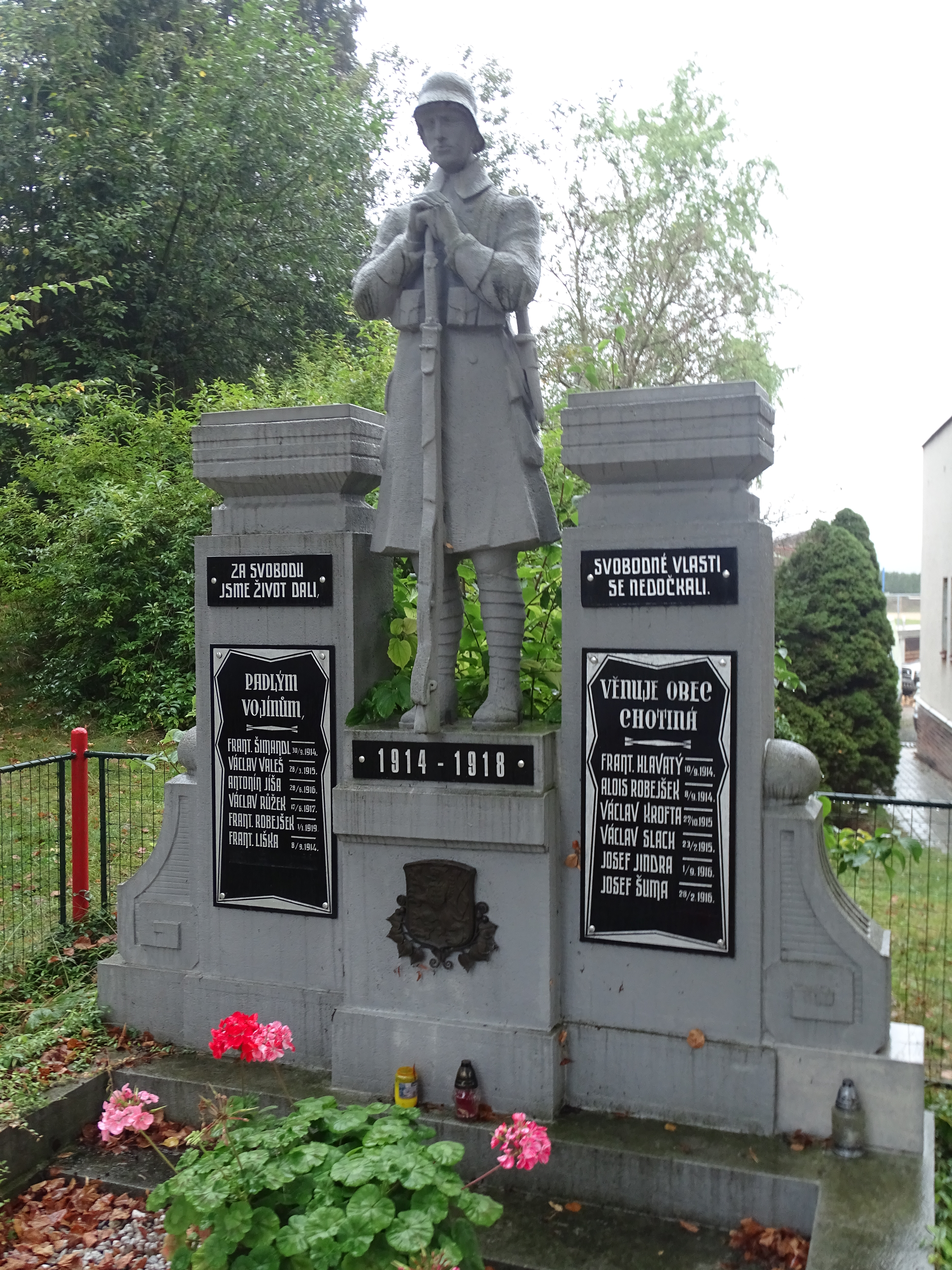
Pomník obětem 1. světové války
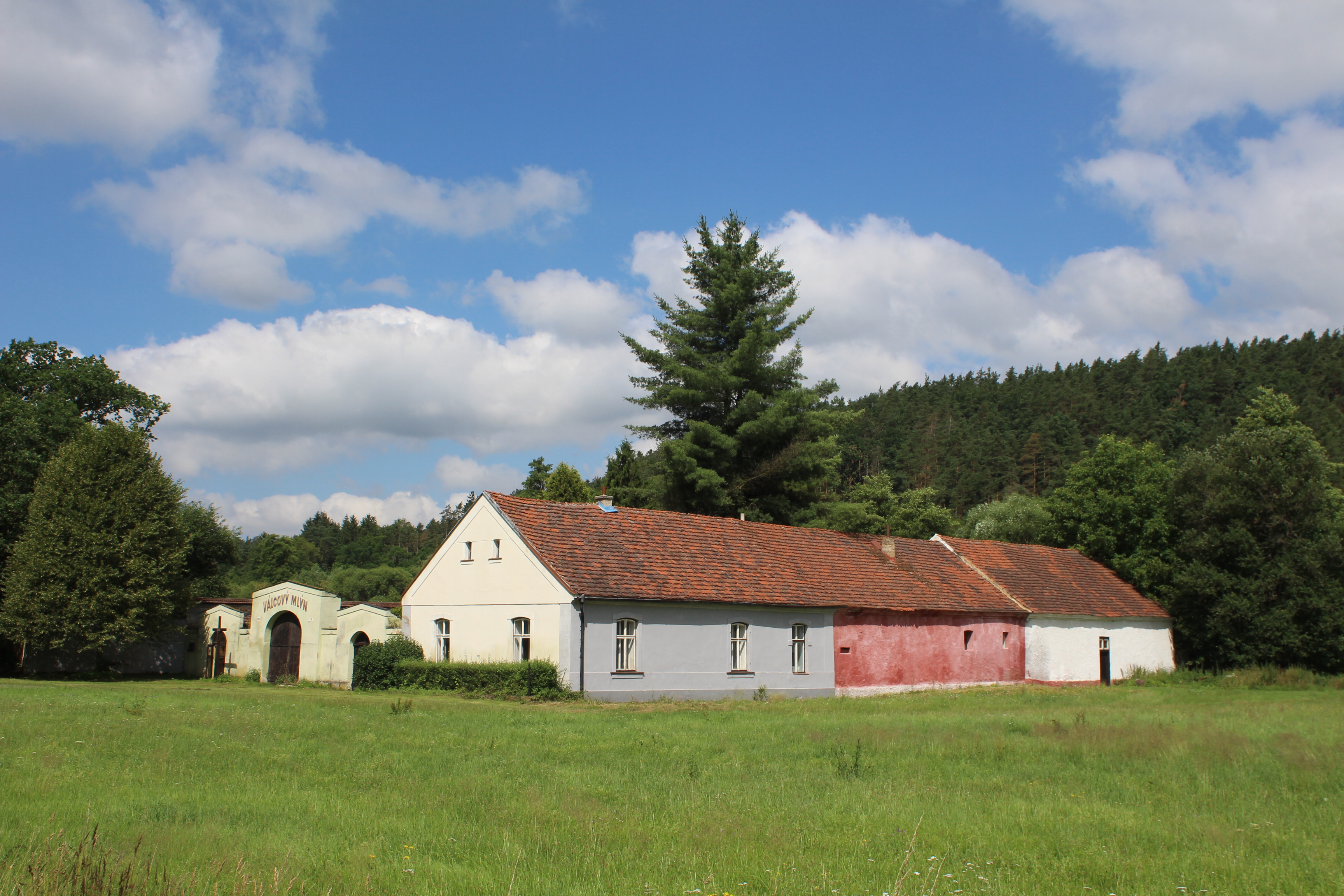
Válcový mlýn u Chotiné